# Rhododendron parishii
Rhododendron parishii är en ljungväxtart som beskrevs av C. B. Cl. Rhododendron parishii ingår i släktet rododendron, och familjen ljungväxter. Inga underarter finns listade i Catalogue of Life.